# Lawn, Texas
Lawn är en ort i Taylor County i delstaten Texas, USA.